# Dalecarlia Rebels
Dalecarlia Rebels  är ett svenskt lag i amerikansk fotboll från Borlänge. Laget bildades 2012 och spelade 2014 i Division 1 Östra.
Dalecarlia Rebels är Dalarnas "nya" lag med spelare från flera äldre klubbar från Dalarna och resten av Sverige. Laget uppstod efter att Falun Copperheads lagt ner sin verksamhet och att Dalarna då helt saknade ett lag i amerikansk fotboll.
Dalecarlia Rebels headcoach för säsongen 2013 är Tobias Tjernberg Lindh. Han coachade tidigare Falun Copperheads och även ungdomslandslaget. Lindh var även HC / DC under säsongen 2014 för Dalecarlia Rebels samt DC i ungdomslandslaget. Dalecarlia Rebels är på vägen tillbaka till seriespel, efter flera år utan lag i division 1 är Dalecarlia Rebels på väg att skapa ett starkt lag inför den tänkta seriestarten i 7-manna fotboll och senare 11-manna fotboll. Dalecarlia Rebels hoppas på att spela amerikansk fotboll i division 1 våren 2020. Med dagens träningstrupp ser framtiden ljus ut för Dalarnas enda amerikanska fotbollslag 

## Rebels Historia

### 2012 - 2014
Laget grundades 2012 och blev Dalarnas "nya" lag. En del av spelarna hade tidigare spelat med Falun Copperheads som tidigare hade lagt ner sin verksamhet. För säsongen 2013 gick Tobias Tjernberg Lindh in som huvudtränare för laget. Tobias har tidigare coachat både Falun Copperheads och även ungdomslandslaget. 

### 2015 - 2016
Säsongen 2015 fick laget inte nog med spelare och kunde därför inte ställa upp i något seriespel. Många av spelarna letade sig då till andra lag. Under 2016 försökte även klubben med en ungdomssatsning  men även där var det spelarbrist och klubben la ner verksamheten.

### 2017 - 2019
2017 bestämde sig Per Axelsson för att starta upp föreningen igen i Falun, efter ett par år utan seriespel. Det blev inget seriespel för Rebels under 2018 då det var spelarbrist och föreningen hade inte kommit igång helt. Just på grund av det bristande antalet spelare så bestämde sig klubben därför att spela i en 7-manna-liga. Tanken är att seriespelet ska starta hösten 2019. 

## Tävlingsdräkt

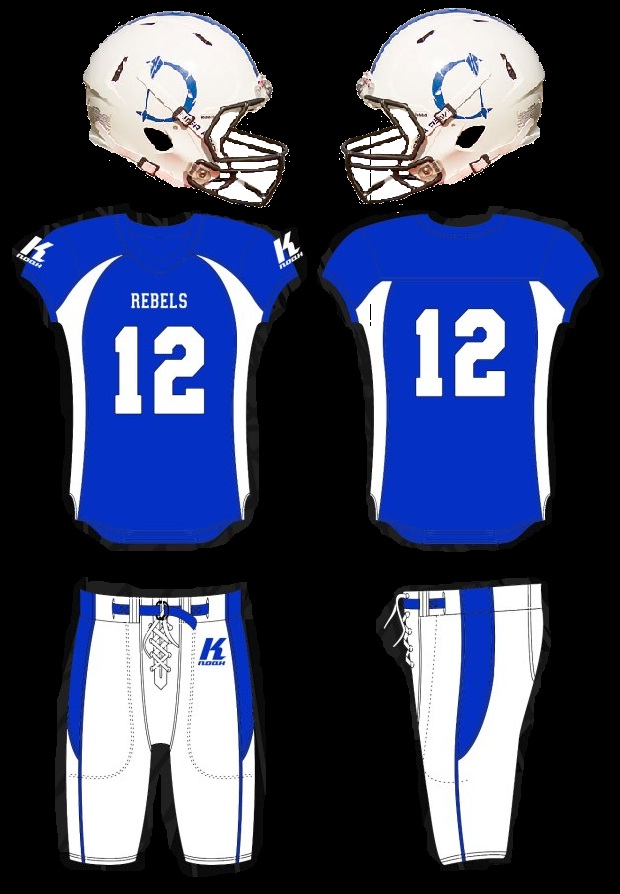
Dalecarlia Rebels Matchställ

Hemma: Blå Tröja, Vita byxor 

## Coacher 2019
Per Axelsson HC / OC / OL/DL

Felix Tjernberg DC

## Coacher 2014[3]
Tobias Tjernberg Lindh  HC / DC 

Torbjörn Edin OC / OL/DL 

Oscar Bride ST